# 智頭宿

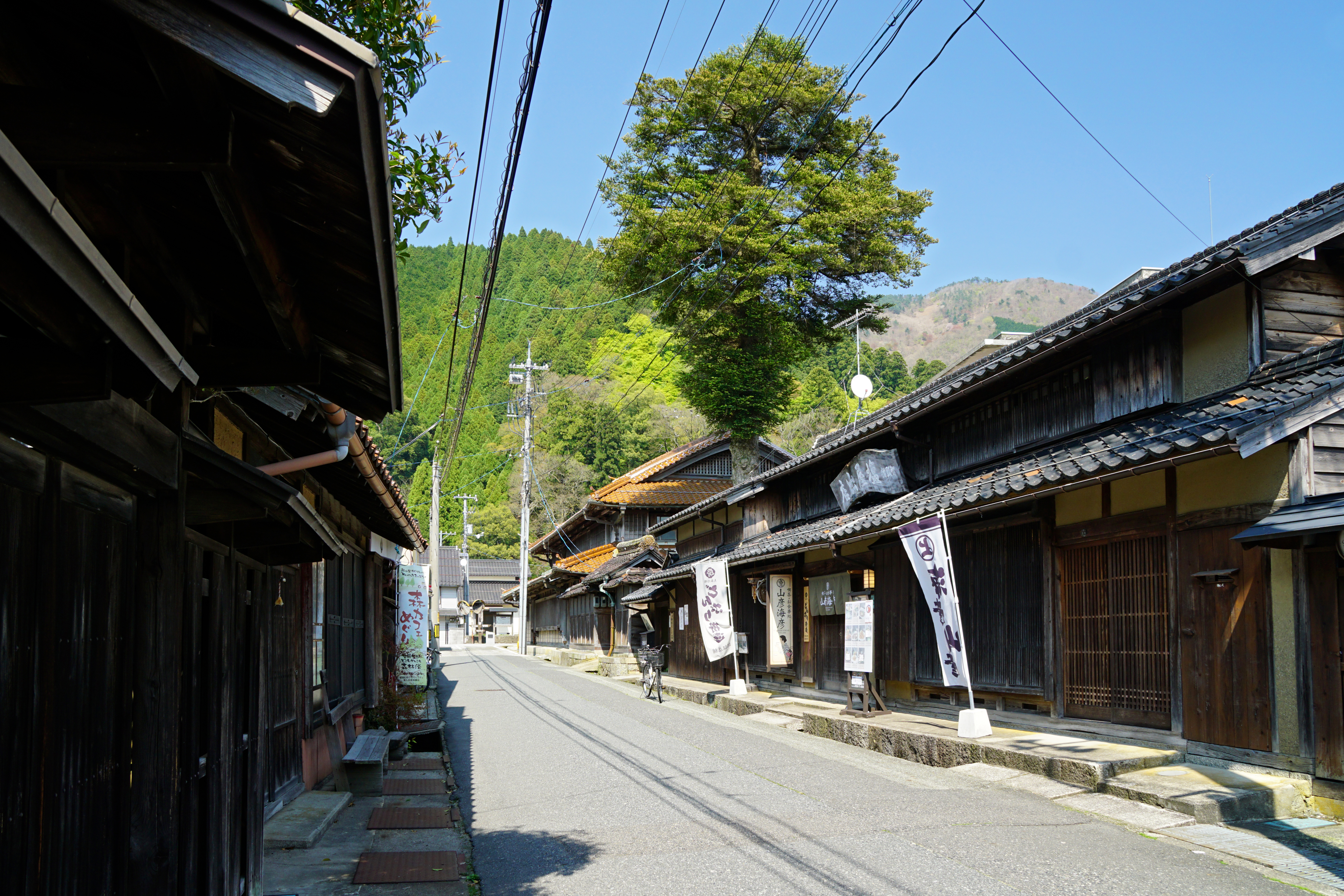
智頭往来の景観。右手前は旧塩屋出店、その奥は米原家住宅。

智頭宿（ちづしゅく、ちずしゅく）は、因幡国智頭郡にかつてあった因幡街道の宿場で、現在の鳥取県八頭郡智頭町大字智頭にある旧宿場町である。
奈良時代以来の畿内と因幡を結ぶ道で江戸時代には参勤交代の道でもあった智頭往来（因幡街道）と、備前街道が合流する地にあって、両街道の宿場として栄えた歴史を持つ。
智頭往来は歴史の道百選と遊歩百選に選ばれており、沿道には社寺や町家などの古建築が現在も残る。
なお、智頭宿の読みは旧高旧領取調帳など古資料では「ちずしゅく」と記載されている。また大字智頭も「ちず」と読む。

## 歴史

### 沿革
- 1878年（明治11年）7月22日 - 郡区町村編制法が公布。
- 1879年（明治12年）1月12日 - 郡区町村編制法の島根県での施行により行政区画としての智頭郡が発足。
- 1889年（明治22年）10月01日 - 町村制の施行により、市瀬村・智頭宿・南方村の区域をもって智頭村が発足。
- 1896年（明治29年）4月1日 - 郡制の施行により、「八上八東智頭郡役所」の管轄地域をもって八頭郡が発足。同日智頭郡廃止。
- 1914年（大正03年）06月01日 - 智頭村が町制施行して智頭町となる。

## 名所・旧跡

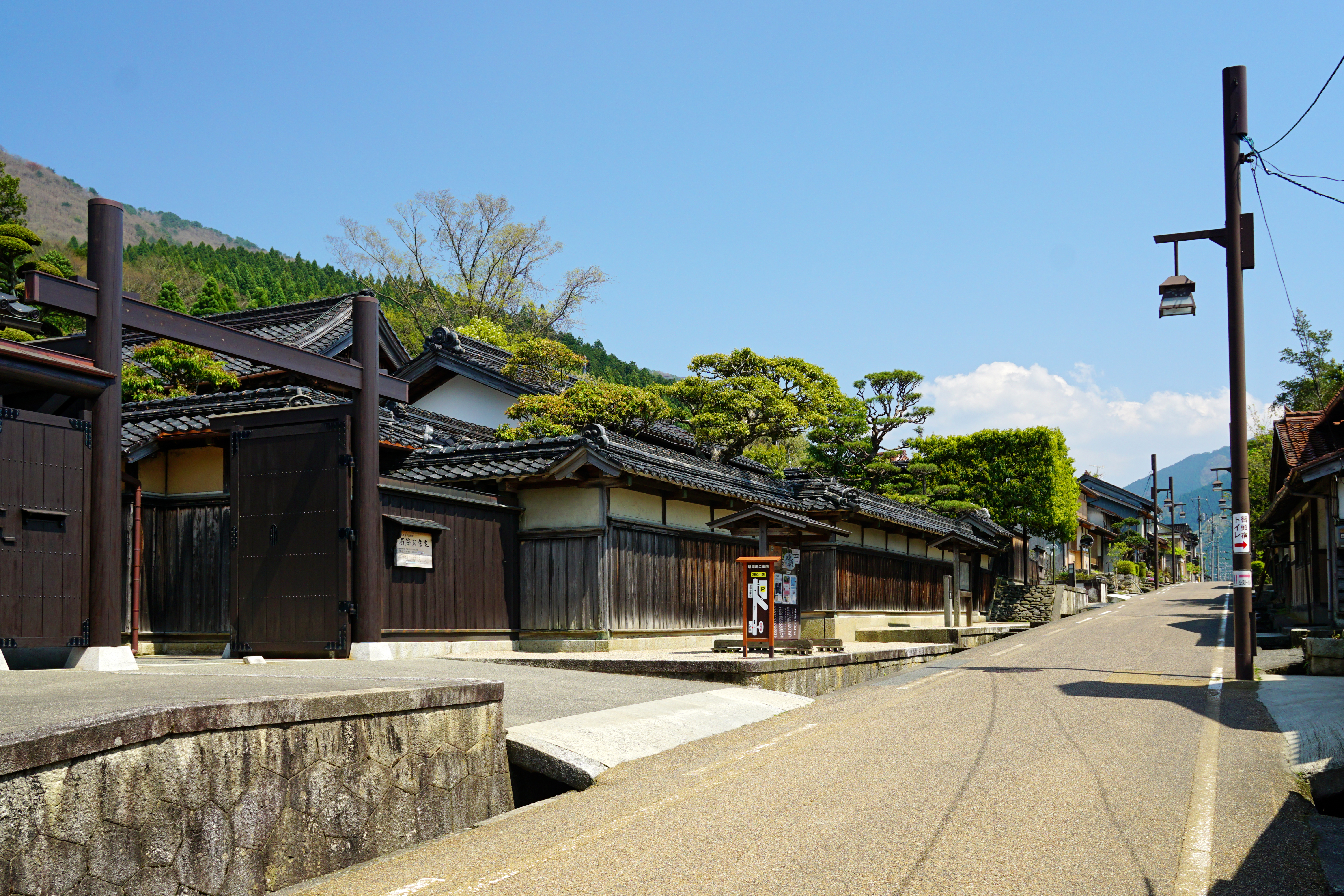
智頭往来に面して建つ石谷家住宅

- 石谷家住宅 - 近代和風建築、主屋は1928年竣工。主屋、座敷棟、家族棟、土蔵などの建造物8棟および土地が国の重要文化財
  - 石谷氏庭園 - 県指定名勝
- 旧塩屋出店
  - 主屋 - 国の登録有形文化財
  - 西洋館（西河克己映画記念館） - 国の登録有形文化財
- 下町公民館 - 国の登録有形文化財
- 中町公民館 - 国の登録有形文化財
- 智頭消防団本町分団屯所 - 国の登録有形文化財
- 米原家住宅（米原章三旧宅） - 国の登録有形文化財
- 諏訪神社・柱祭り（県指定無形民俗文化財）
- 光専寺 - 南画家・河村香坡の襖絵所蔵
- 興雲寺
- 牛臥山 - 智頭三山のひとつ
- 桜土手 - 千代川の土手に1.3km続く桜並木
- 酒蔵交流館・梶屋 - テレビドラマ「夏子の酒」で紹介された諏訪酒造の酒蔵。館内には原作者の漫画家・尾瀬あきらのギャラリー有り。日本酒の試飲販売も
- cafe&space Moriichi（旧ギャラリー風人洞）

## 行事・祭事
- 智頭宿雪まつり - 2月上旬開催

## 所在地
- 〒689-1402 鳥取県八頭郡智頭町智頭

## 交通アクセス
- 智頭急行 智頭駅 徒歩10分
- 西日本旅客鉄道因美線 智頭駅 徒歩10分

## ギャラリー

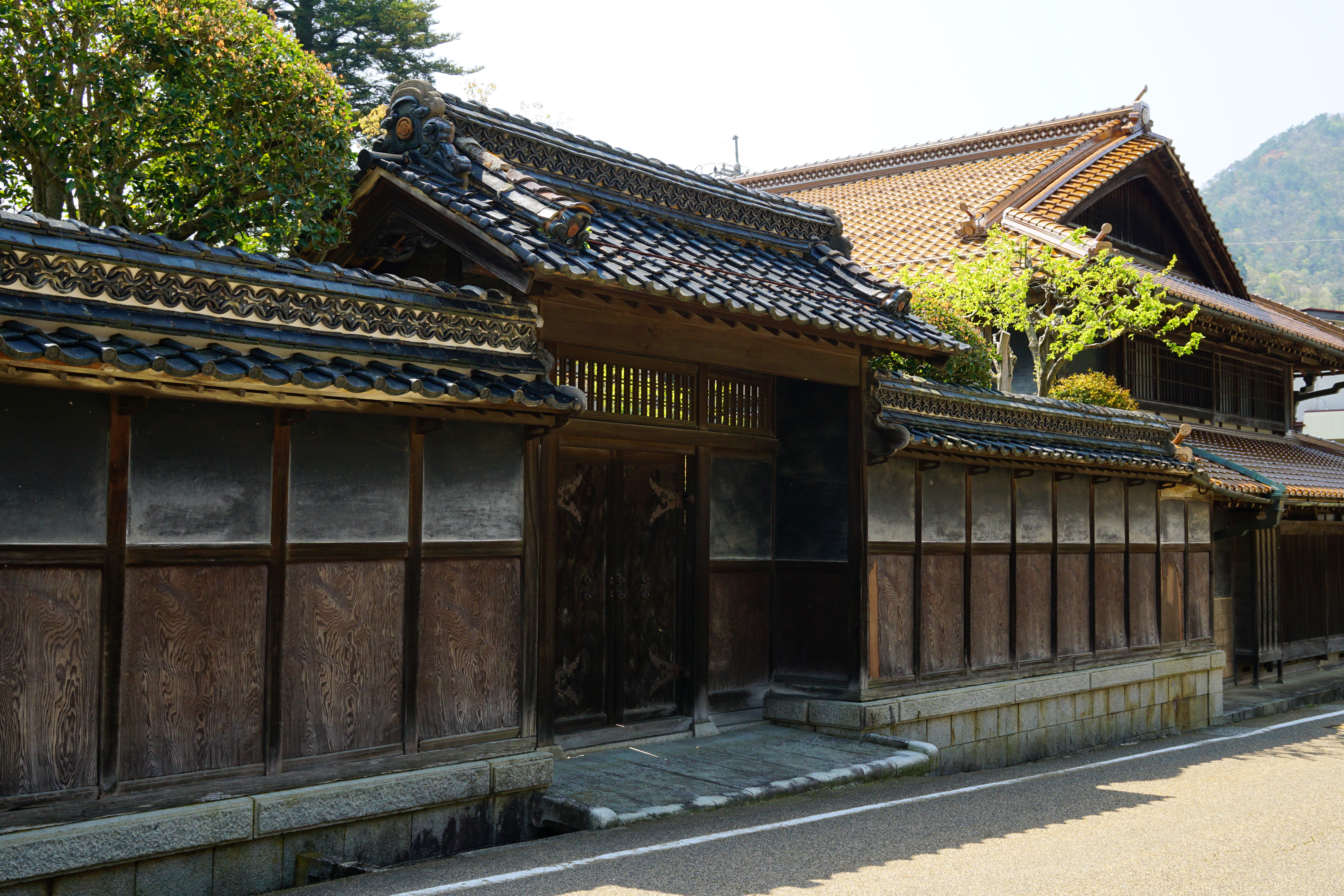
米原家住宅の旗本本陣の門
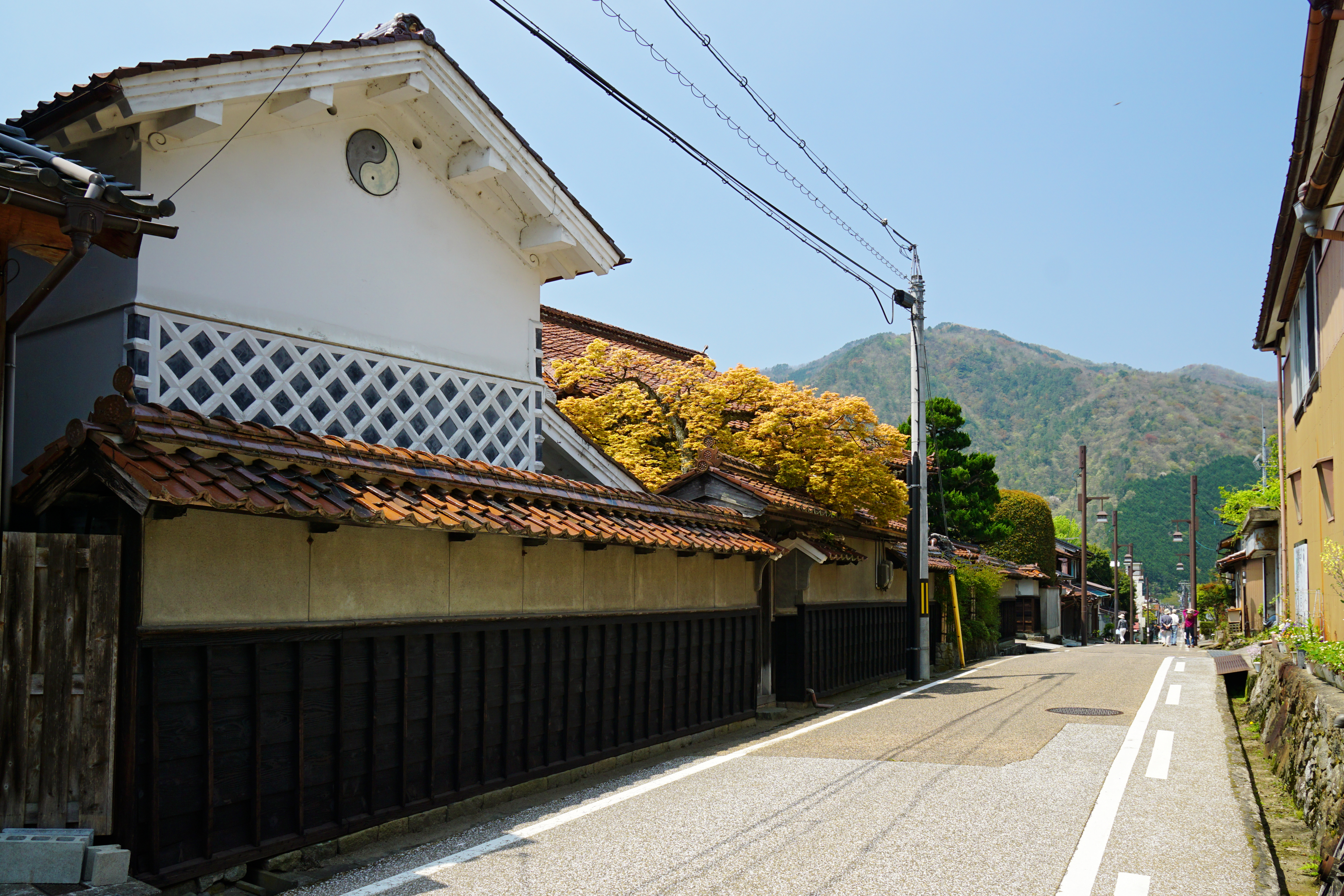
智頭往来・伊藤邸
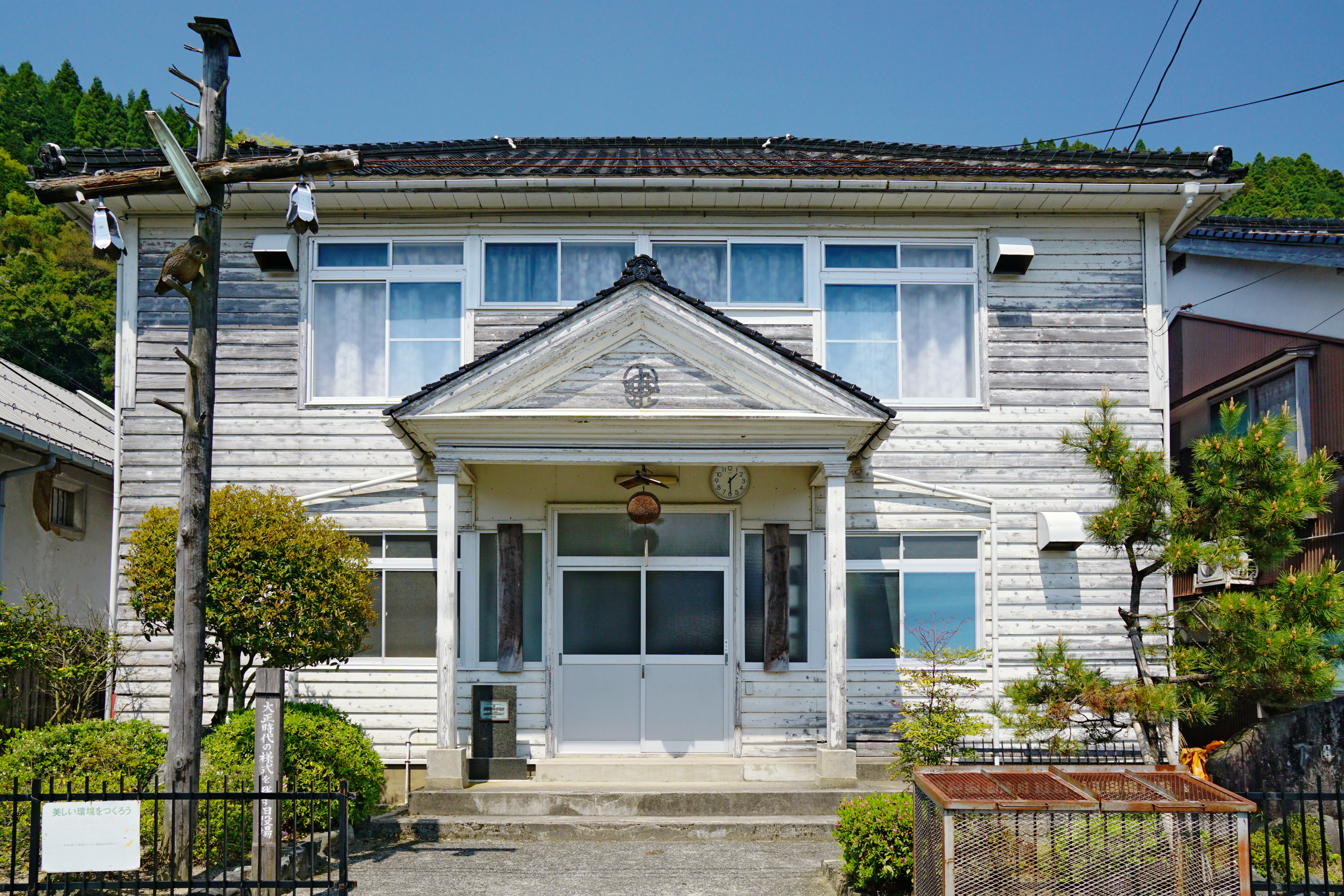
下町公民館（旧町役場）
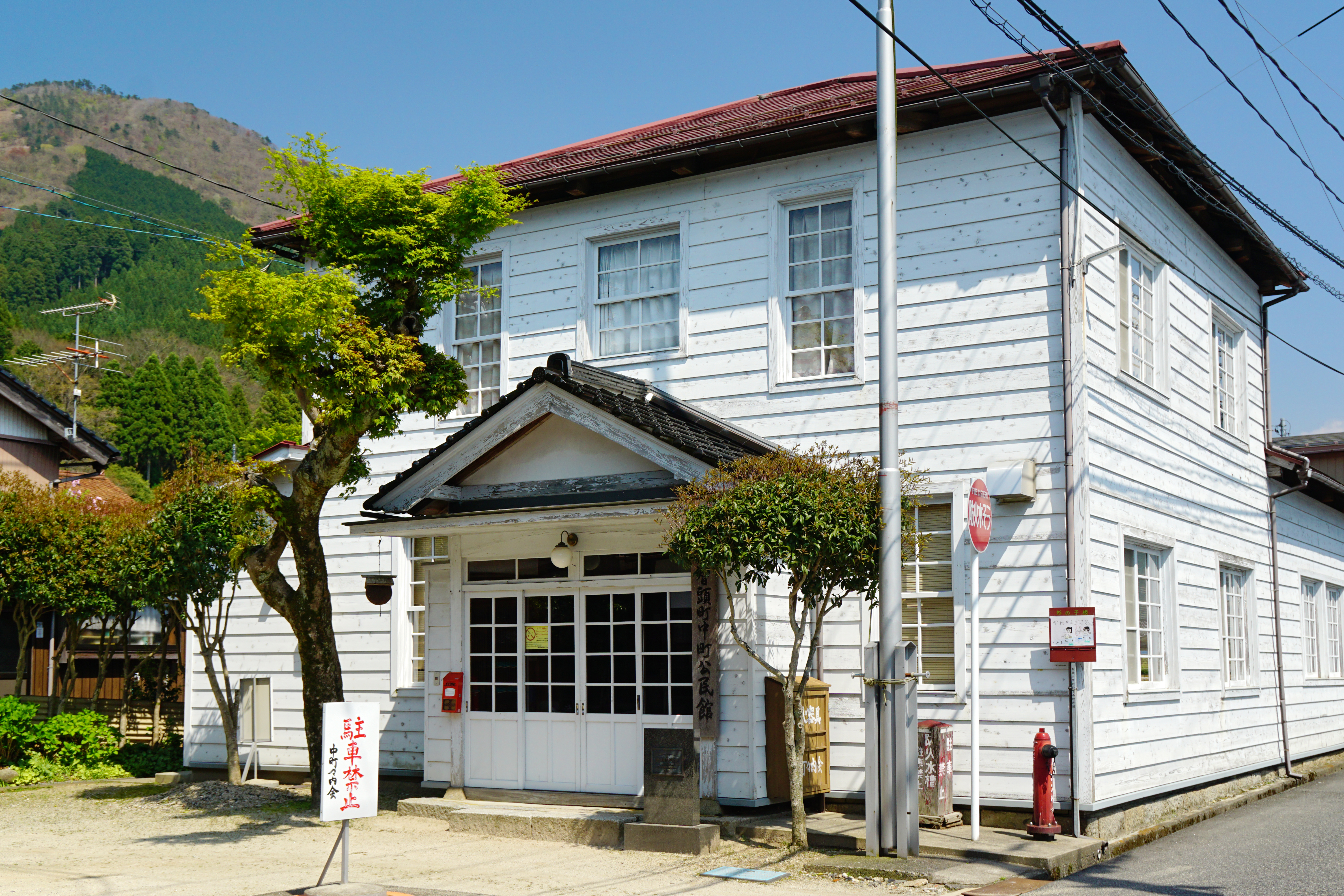
中町公民館
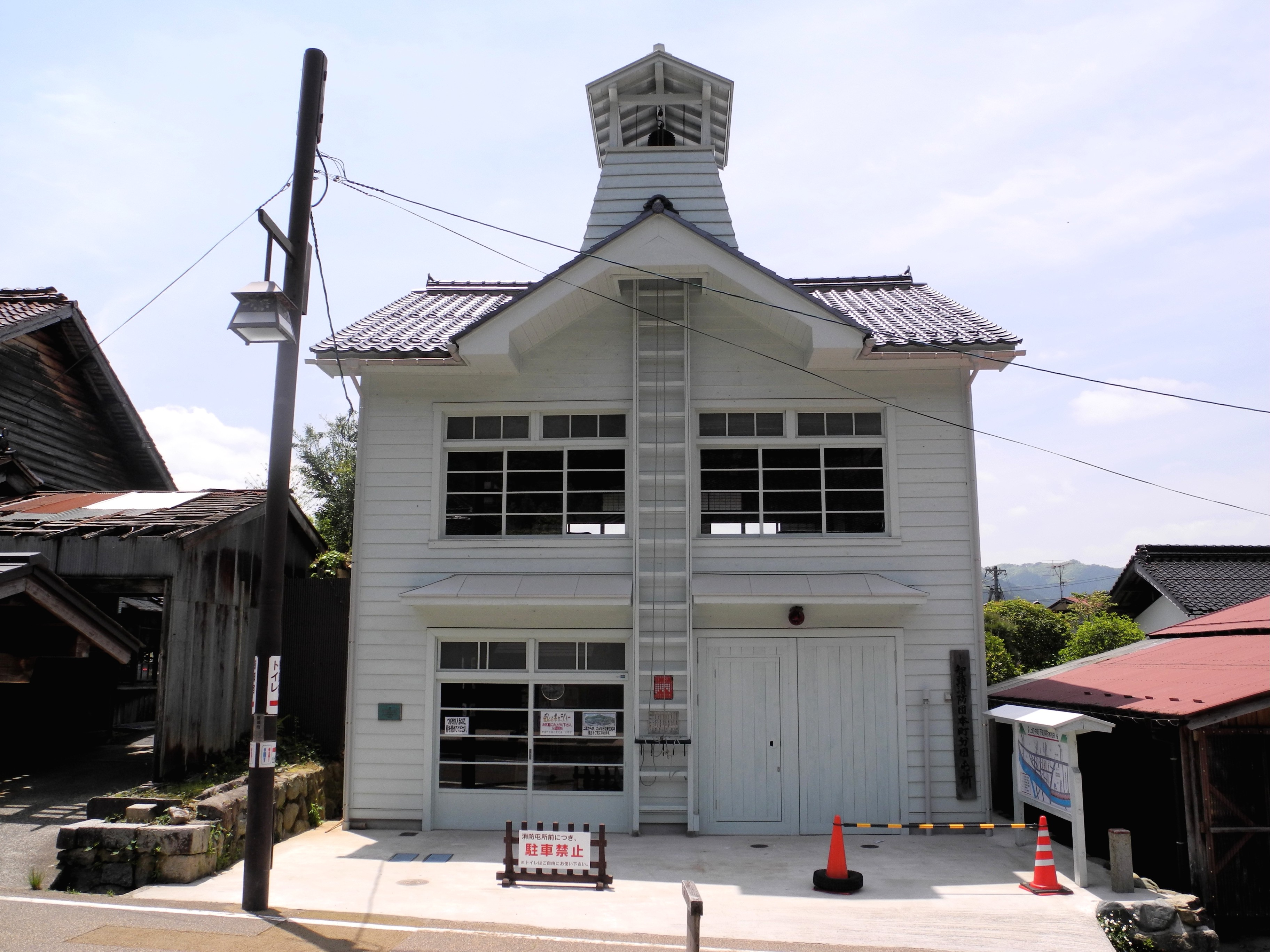
智頭消防団本町分団屯所
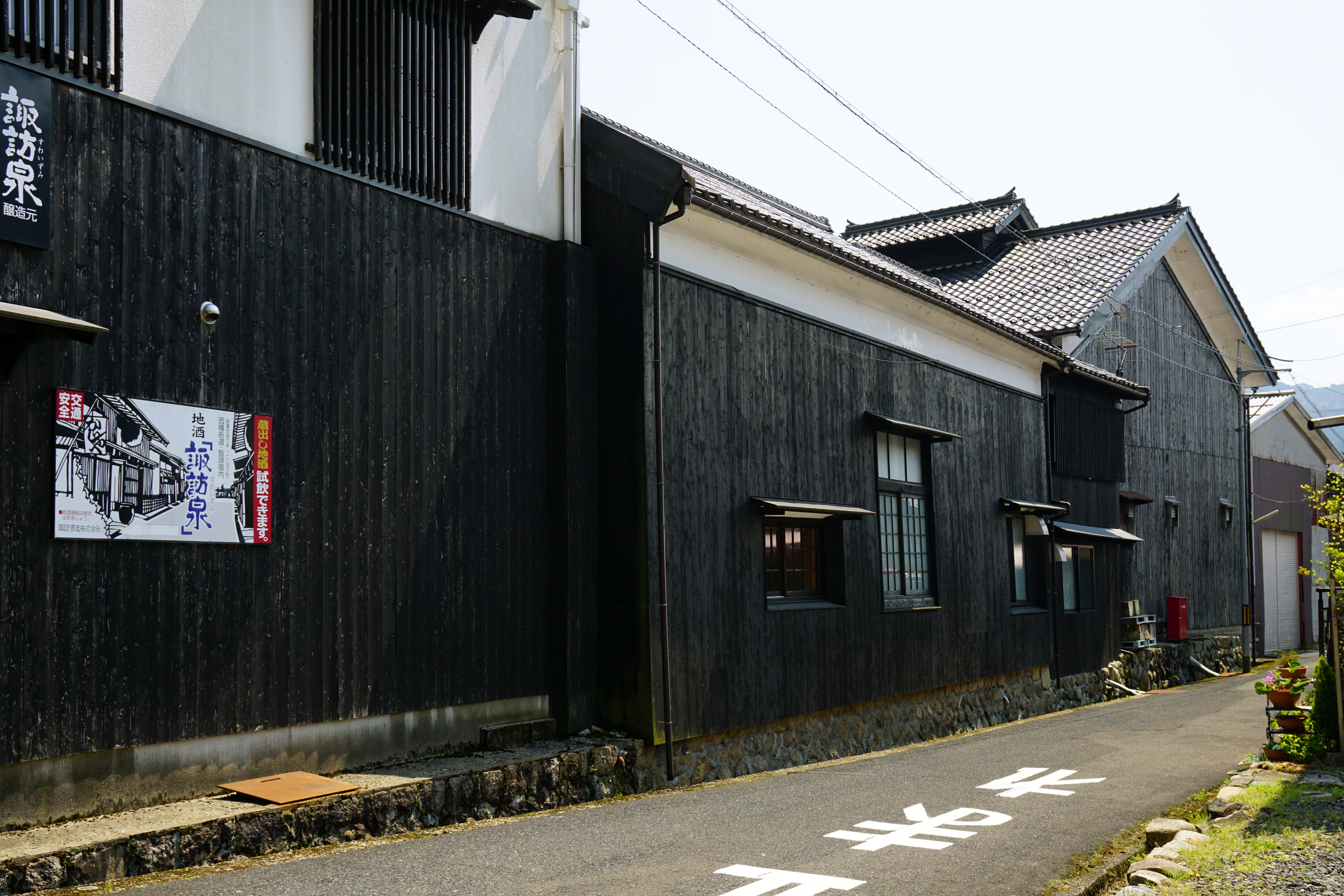
諏訪酒造の酒蔵
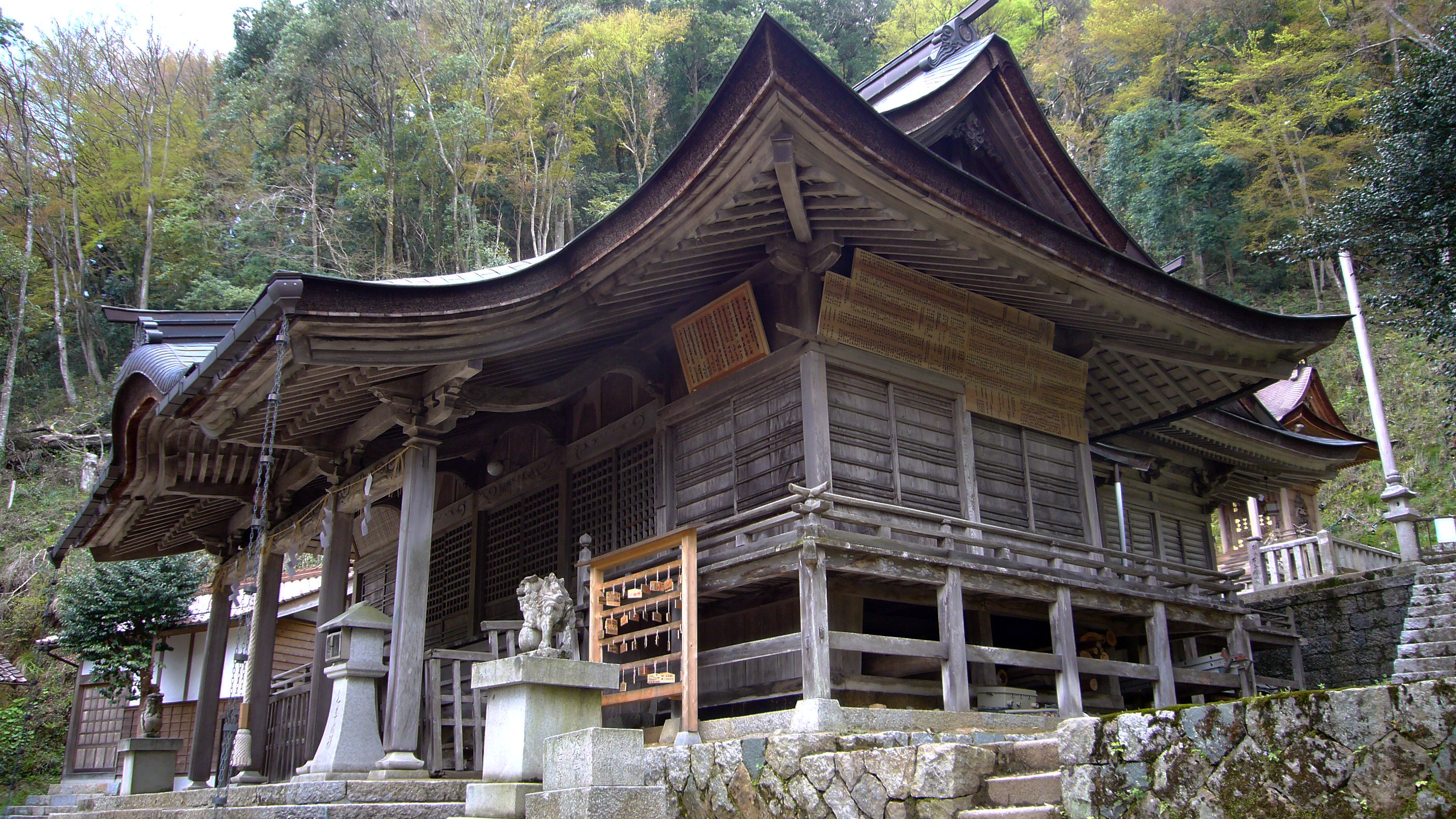
諏訪神社
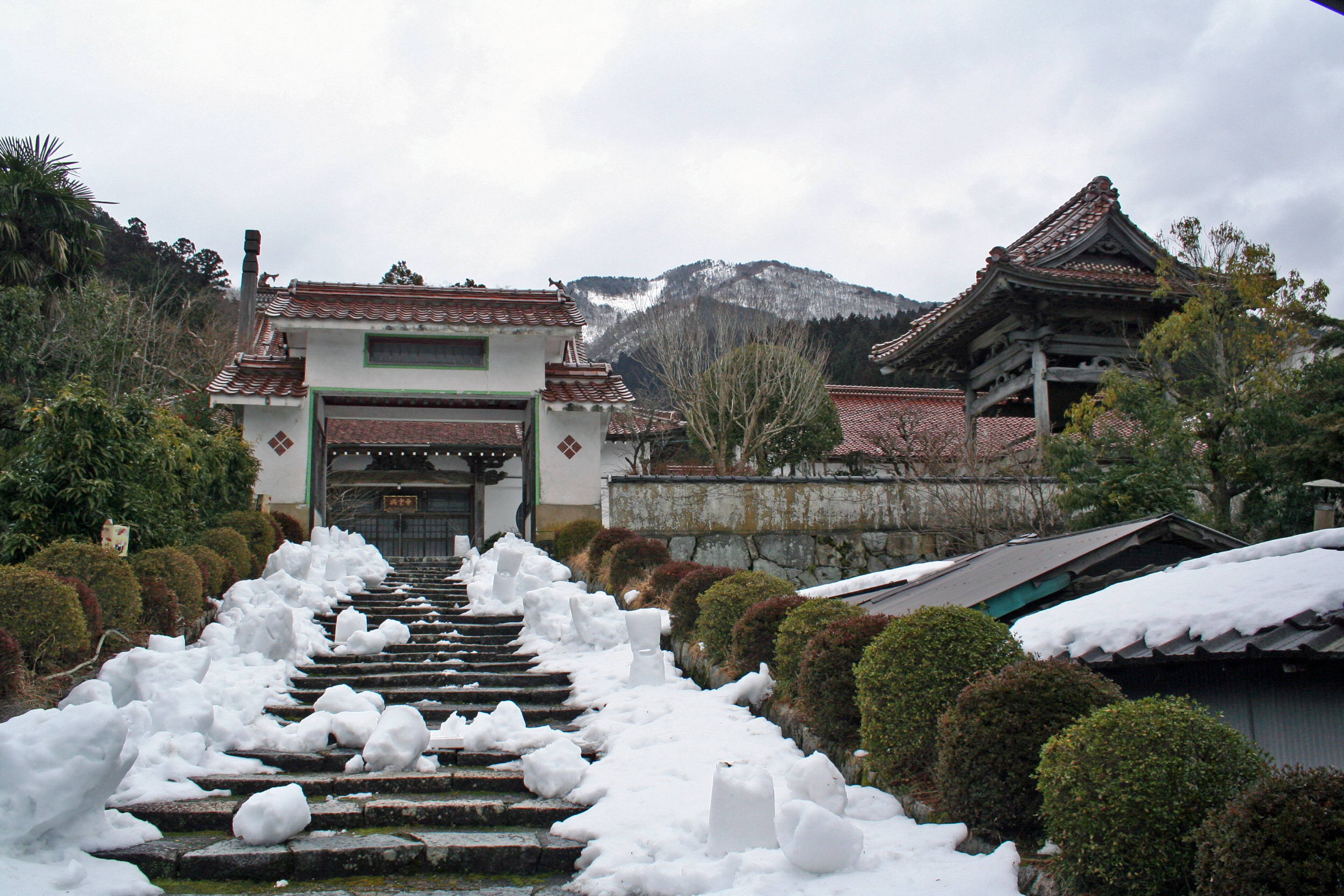
興雲寺
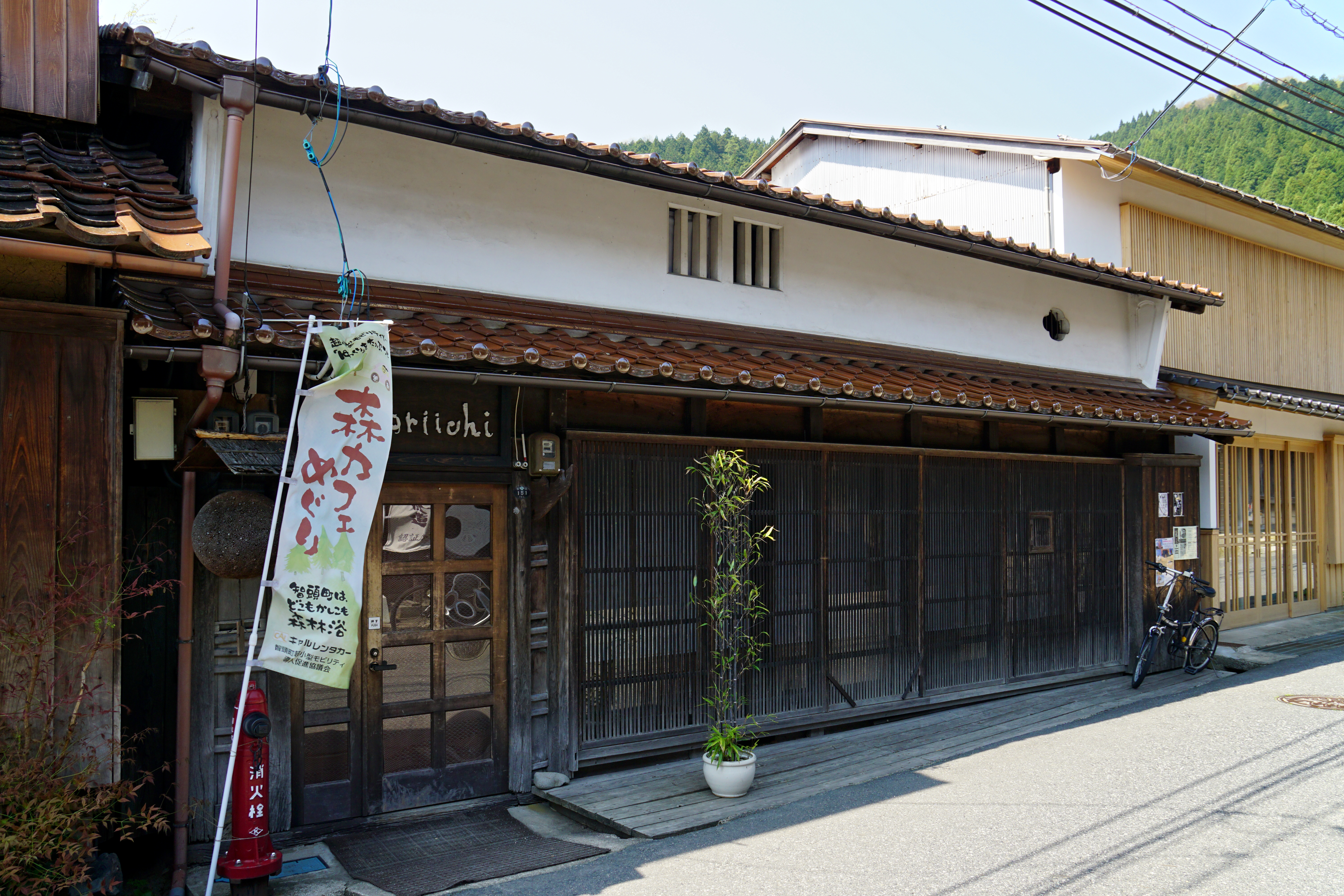
cafe&space Moriichi（旧ギャラリー風人洞）

## 周辺
- 智頭往来志戸坂峠越 - 国の史跡
- 板井原集落 - 伝統的建造物群保存地区
- 豊乗寺 - 平安時代開創の古刹
- 富沢古墳 - 智頭町指定史跡
- 芦津渓谷 - 氷ノ山後山那岐山国定公園
- 那岐山 - 氷ノ山後山那岐山国定公園